# Setra S 140 ES
Der Setra S 140 ES war ein Überlandbus des Herstellers Kässbohrer. Der Bus war kein Standard-I-Bus nach den Vorgaben des VÖV, allerdings wies er einige Komponenten des Standard-Busses auf.
Um eine rationelle Fertigung zu ermöglichen, lehnten sich die Setra-Linienbusse der Fa. Kässbohrer von der Karosserie und der Technik her ab 1970 eng an die Reisebusse des Unternehmens an. Gleichwohl besaßen sie eine Reihe von technischen Details, die dem VÖV-Lastenheft für den Standardbus I entsprachen (zum Beispiel standardisierte Armaturentafel, zentrales Elektrofach an der Außenseite des Fahrerplatzes). Für den Überlandverkehr konzipierte die Fa. Kässbohrer 1974 den S 140 ES. Die Fahr- und Triebwerkskonstruktion entstammte dem S 140 E, das Design war an den S 130 S angelehnt worden. Die an den S 140 ES angelehnte Gelenkbusvariante trug die Bezeichnung SG 180, die wie das Solofahrzeug auch mit unterschiedlichen Türvarianten für Stadt- und Überlandverkehr angeboten wurde.
Zunächst kam ein Dieselmotor mit 11,94 l Hubraum von Henschel zum Einbau. Ab 1975 gelangten Dieselmotoren von Daimler-Benz oder MAN (beide 210 PS, später 240 PS) zum Einbau, da die Motorenfertigung bei Henschel eingestellt worden war. Ab 1981 erhielt der S 140 ES den Zusatz „Regional“.
Das Modell Setra S 140 ES wurde bis 1984 nahezu unverändert gebaut und vom Setra S 215 UL abgelöst.